# 6603 Marycragg
6603 Marycragg è un asteroide della fascia principale. Scoperto nel 1990, presenta un'orbita caratterizzata da un semiasse maggiore pari a 2,6505570 UA e da un'eccentricità di 0,2029069, inclinata di 16,43971° rispetto all'eclittica.